# Sportica
 (décembre 2023).
Si vous disposez d'ouvrages ou d'articles de référence ou si vous connaissez des sites web de qualité traitant du thème abordé ici, merci de compléter l'article en donnant les références utiles à sa vérifiabilité et en les liant à la section « Notes et références ».
Sportica ou la Régie Gravelinoise des équipements de sports et de loisirs (RGESL) est un complexe sportif, culturel et commercial situé à Gravelines dans le Nord (Hauts-de-France).

## Structures
L'établissement s'étend sur 25 000 m2 et propose différents services au sein du même site[réf. souhaitée].
Le complexe de Sportica est avant tout connu pour sa salle de basket, d'une capacité de 2 500 places assises et 3 000 en comptant celles debout, puisqu’elle y accueille le Basket Club Maritime Gravelines Dunkerque Grand Littoral (BCM), équipe professionnelle de Jeep Élite. Des projets d’agrandissements pour offrir plus de places assises sont d’ailleurs en réflexion[Quand ?].
Lors des saisons précédentes[Quand ?], quelques centaines de places « debout » étaient vendues, portant la capacité de la salle à 3 500 personnes, et amenant l'affluence au-delà des 100 % (107 % en 2001-2002, 105 % en 2004-2005)[réf. nécessaire].

## Incendies du 25 décembre 2023 et 25 avril 2025
Le complexe est détruit par un incendie accidentel le 25 décembre 2023,. Le feu a démarré de la piscine avant de toucher la salle de basket,.
Une fois que les opérations de démolition et de désamiantage du complexe seront terminées, un Sportica nouvelle génération sera reconstruit. La première pierre devrait être posée début 2026. La livraison du nouveau Sportica est espérée "à l'horizon 2028".
Le chantier est estimé à 35 millions d'euros, il faut encore attendre de savoir le montant des indemnisations versées par les assurances. Le complexe sera imaginé par l'architecte Jacques Ferrier, c'est lui qui a notamment construit la salle de basket d'Orléans,.

Le 25 avril 2025 s’est déclaré un nouvel incendie vers 21h30, une quinzaine d’engins ont été mobilisés et une quarantaine de pompiers également. L’incendie s’est déclaré au dojo. Vers 2h30 les derniers foyers ont été éteints. Le maire Bertrand Ringot se dit consterné et n’espère pas qu’un nouvel incendie se déclarera retardant les travaux.

## Affluences
- 2001-2002 : 3 270 (107 %)
- 2002-2003 : 3 053 (100 %, -7 %)
- 2003-2004 : 3 053 (104 %, +3 %)
- 2004-2005 : 3 201 (105 %, +2 %)
- 2005-2006 : 2 879 (95 %, -10 %)
- 2006-2007 : 2 866 (94 %, =)
- 2007-2008 : 2 656 (87 %, -7 %)

## Événements
- Match des champions 2005
- Concert de Soprano en 2015